# Teoría de sistemas
La teoría de sistemas o teoría general de sistemas (TGS) es el estudio interdisciplinario de los sistemas en general. Su propósito es estudiar los principios aplicables a los sistemas en cualquier nivel en todos los campos de la investigación. Un sistema se define como una entidad con límites y con partes interrelacionadas e interdependientes que es mayor a la suma de sus partes. El cambio de una parte del sistema afecta a las demás y, con esto, al sistema completo, generando patrones predecibles de comportamiento. El crecimiento positivo y la adaptación de un sistema dependen de cómo se ajuste este a su entorno. Además, a menudo los sistemas existen para cumplir un propósito común (una función) que también contribuye al mantenimiento del sistema y a evitar sus fallos.
El objetivo de la teoría de sistemas es el descubrimiento sistemático de las dinámicas, restricciones y condiciones de un sistema, así como de principios (propósitos, medidas, métodos, herramientas, etc.) que puedan ser discernidos y aplicados a los sistemas en cualquier nivel de anidación y en cualquier campo, con el objetivo de lograr una equifinalidad optimizada.
La teoría general de sistemas trata sobre conceptos y principios de amplia aplicación, al contrario de aquellos que se aplican en un dominio particular del conocimiento. Distingue los sistemas dinámicos o activos de los estáticos o pasivos. Los primeros son estructuras o componentes de actividad que interactúan en comportamientos o procesos, mientras que los segundos son estructuras o componentes que están siendo procesados.

Representación de un sistema estático de tubería de agua.

## Origen
La TGS aparece como una metateoría, o sea, una teoría de las teorías cuyo objetivo es, partiendo del concepto abstracto de sistema, formular reglas de valor general que sean aplicables a cualquier sistema y en cualquier nivel de la realidad. Los sistemas estudiados corresponden a sistemas concretos, caracterizados por ser complejos y únicos. 
Cabe mencionar que la TGS no es el primer intento histórico de lograr una metateoría capaz de abordar muy diferentes niveles de la realidad. El materialismo dialéctico busca un objetivo equivalente, pero combinando el realismo y el materialismo de la ciencia natural con la dialéctica hegeliana [cita requerida]. La TGS se posiciona en el siglo XX como un nuevo esfuerzo en la búsqueda de conceptos y leyes válidos para la descripción e interpretación de toda clase de sistemas reales o físicos.
La TGS también puede ser vista como un intento de superación de varias de las disputas clásicas de la filosofía en torno a la realidad y en torno al conocimiento. Algunas de las más importantes son:
- Materialismo frente a vitalismo.
- Reduccionismo frente a perspectivismo.
- Mecanicismo frente a teleología.

En la disputa entre materialismo y vitalismo, había primado largamente la posición monista, caracterizada por ver en el espíritu una manifestación de la materia, o sea, un epifenómeno de su organización (adquisición de forma). El desarrollo de la TGS y de otras ciencias sistémicas ha aportado una respuesta a esta discusión formulando conceptos como el de propiedades emergentes, que han servido para reafirmar la autonomía de los fenómenos (como la conciencia) y, con esto, concebirlos nuevamente como objetos legítimos de investigación científica.
Una contribución hace la TGS en la disputa entre reduccionismo y perspectivismo, abordando sistemas complejos y totales, y buscando analíticamente aspectos esenciales en su composición y en su dinámica que puedan ser objeto de generalización.
Frente al debate mecanicismo/causalismo y teleología, la aproximación sistémica ofrece una explicación más cercana al mecanicismo, entendiendo el comportamiento de una cierta clase de sistemas complejos como orientado a un fin. El fundador de la cibernética Norbert Wiener acuñó la noción de sistemas teleológicos para referirse a aquellos que tienen su comportamiento regulado por retroalimentación negativa. Sin embargo, fue fundamental el aporte planteado por Charles Darwin con su teoría de selección natural, ya que evidencia cómo un mecanismo ciego es capaz de producir orden y adaptación, al igual que un sujeto inteligente.
El planteamiento de paradigmas diferentes de los de la ciencia clásica sitúa a la TGS como ciencia emergente. La ciencia de sistemas observa totalidades, fenómenos, isomorfismos, causalidades circulares, y se basa en principios como la subsidiariedad, la pervasividad, la multicausalidad, el determinismo y la complementariedad. Asimismo, de acuerdo con las leyes encontradas en otras disciplinas y mediante el isomorfismo, plantea el entendimiento de la realidad como un complejo, con lo que logra su transdisciplinariedad, y multidisciplinariedad.

## Desarrollo

Representación de sistema Dinámico. Animación del Atractor de Lorenz. El Atractor de Lorenz pertenece a los ejemplos más usuales, exhiben la característica de un sistema con comportamiento caótico. Esta simulación computacional fue realizada en el lenguaje julia.

Aunque la TGS surgió en el campo de la biología, pronto se vio su capacidad de inspirar desarrollos en disciplinas distintas y se apreció su influencia en la aparición de otras nuevas. A partir de entonces se ha ido constituyendo el amplio campo de la sistémica o de las ciencias de los sistemas, incluyendo especialidades como la cibernética, la teoría de la información, la teoría de juegos, la teoría del caos o la teoría de las catástrofes. En algunas, como la última, ha seguido ocupando un lugar prominente la biología.[cita requerida]
Los desarrollos más destacados de la TGS han tenido lugar en diversas disciplinas. En 1950, el biólogo austríaco Ludwig von Bertalanffy planteó la teoría general de sistemas propiamente dicha, exponiendo sus fundamentos, su desarrollo y sus aplicaciones. En 1973, los biólogos chilenos Francisco Varela y Humberto Maturana propusieron el concepto de autopoiesis para dar cuenta de la especificidad que tiene la organización de los sistemas vivos como redes cerradas de autoproducción de los componentes que las constituyen.
Las contribuciones más importantes a la cibernética fueron hechas por W. Ross Ashby y Norbert Wiener, quienes con ella desarrollaron la teoría matemática de la comunicación y el control de sistemas a través de la regulación de la retroalimentación, la cual está estrechamente relacionada con la teoría de control. En la década de 1970, René Thom planteó la teoría de las catástrofes, rama de las matemáticas difundida por Christopher Zeeman y vinculada a bifurcaciones en sistemas dinámicos cuyo objetivo es clasificar los fenómenos caracterizados por súbitos desplazamientos en su conducta.
En 1980, David Ruelle, Edward Lorenz, Mitchell Feigenbaum, Steve Smale y James A. Yorke formularon la teoría del caos, una teoría matemática de sistemas dinámicos no lineales que describe bifurcaciones, atractores extraños y movimientos caóticos. John H. Holland, Murray Gell-Mann, Harold Morowitz, W. Brian Arthur, entre otros, plantearon el sistema adaptativo complejo (CAS), una nueva ciencia de la complejidad que describe los fenómenos del surgimiento, la adaptación y la autoorganización. Fue establecida fundamentalmente por investigadores del Instituto de Santa Fe y está basada en simulaciones informáticas. Incluye sistemas de multiagente que han llegado a ser una herramienta importante en el estudio de los sistemas sociales y complejos.
La influencia de la TGS en las ciencias sociales ha sido relativamente más reciente. Uno de los aportes más destacados fue el concepto de sistema social desarrollado por el sociólogo estadounidense Talcott Parsons y el sociólogo alemán Niklas Luhmann. Sin embargo, sus avances no pudieron posicionar sólida y extensivamente el enfoque sistémico en esta disciplina.
En el siglo XXI, ha adquirido notoriedad la física sistémica, disciplina que integra conocimientos de la biología, la física y la química y muestra cada uno de los elementos que forman la realidad como sistemas naturales o partes de los mismos, además de sus funcionalidades intrasistémicas e intersistémicas.[cita requerida]

## Ámbito metamórfico de la teoría

### Descripción del propósito
La teoría general de sistemas en su propósito más amplio, contempla la elaboración de herramientas que capaciten a otras ramas de la ciencia en su investigación práctica. Por sí sola, no demuestra ni deja de mostrar efectos prácticos. Para que una teoría de cualquier rama científica esté sólidamente fundamentada, ha de partir de una sólida coherencia sostenida por la TGS. Si se cuenta con resultados de laboratorio y se pretende describir su dinámica entre distintos experimentos, la TGS es el contexto adecuado que permitirá dar soporte a una nueva explicación, que permitirá poner a prueba y verificar su exactitud. Por esto se la ubica en el ámbito de las metateorías.
La TGS busca descubrir isomorfismos en distintos niveles de la realidad que permitan:
- Usar los mismos términos y conceptos para describir rasgos esenciales de sistemas reales muy diferentes; y encontrar leyes generales aplicables a la comprensión de su dinámica.
- Favorecer, primero, la formalización de las descripciones de la realidad; luego, a partir de ella, permitir la modelización de las interpretaciones que se hacen de ella.
- Facilitar el desarrollo teórico en campos en los que es difícil la abstracción del objeto; o por su complejidad, o por su historicidad, es decir, por su carácter único. Los sistemas históricos están dotados de memoria, y no se les puede comprender sin conocer y tener en cuenta su particular trayectoria en el tiempo.
- Superar la oposición entre las dos aproximaciones al conocimiento de la realidad:
  - La analítica, basada en operaciones de reducción.
  - La sistémica, basada en la composición.

La aproximación analítica está en el origen de la explosión de la ciencia desde el Renacimiento, pero no resultaba apropiada, en su forma tradicional, para el estudio de sistemas complejos.

### Descripción del uso
El contexto en el que la TGS se puso en marcha, es el de una ciencia dominada por las operaciones de reducción características del método analítico. Básicamente, para poder manejar una herramienta tan global, primero se ha de partir de una idea de lo que se pretende demostrar, definir o poner a prueba. Teniendo claro el resultado (partiendo de la observación en cualquiera de sus vertientes), entonces se le aplica un concepto que, lo mejor que se puede asimilar resultando familiar y fácil de entender, es a los métodos matemáticos conocidos como mínimo común múltiplo y máximo común divisor. A semejanza de estos métodos, la TGS trata de ir desengranando los factores que intervienen en el resultado final, a cada factor le otorga un valor conceptual que fundamenta la coherencia de lo observado, enumera todos los valores y trata de analizar todos por separado y, en el proceso de la elaboración de un postulado, trata de ver cuántos conceptos son comunes y no comunes con un mayor índice de repetición, así como los que son comunes con un menor índice de repetición. Con los resultados en mano y un gran esfuerzo de abstracción, se les asignan a conjuntos (teoría de conjuntos), formando objetos. Con la lista de objetos completa y las propiedades de dichos objetos declaradas, se conjeturan las interacciones que existen entre ellos, mediante la generación de un modelo informático que pone a prueba si dichos objetos, virtualizados, muestran un resultado con unos márgenes de error aceptables. En un último paso, se realizan las pruebas de laboratorio. Es entonces cuando las conjeturas, postulados, especulaciones, intuiciones y demás sospechas, se ponen a prueba y nace la teoría.
Como toda herramienta matemática en la que se opera con factores, los factores enumerados que intervienen en estos procesos de investigación y desarrollo no alteran el producto final, aunque sí pueden alterar los tiempos para obtener los resultados y la calidad de los mismos; así se ofrece una mayor o menor resistencia económica a la hora de obtener soluciones.

## Aplicación
La principal aplicación de esta teoría está orientada a la empresa científica cuyo paradigma exclusivo venía siendo la Física. Los sistemas complejos, como los organismos o las sociedades, permiten este tipo de aproximación solo con muchas limitaciones. En la aplicación de estudios de modelos sociales, la solución a menudo era negar la pertinencia científica de la investigación de problemas relativos a esos niveles de la realidad, como cuando una sociedad científica prohibió debatir en sus sesiones el contexto del problema de lo que es y no es la conciencia. Esta situación resultaba particularmente insatisfactoria en Biología, una ciencia natural que parecía quedar relegada a la función de describir, obligada a renunciar a cualquier intento de interpretar y predecir, como aplicar la teoría general de los sistemas a los sistemas propios de su disciplina.

## Ejemplo de aplicación de la TGS: teoría del caos
Los factores esenciales de esta teoría se componen de:
- Entropía: Viene del griego ἐντροπία (entropía), que significa transformación o vuelta. Su símbolo es la S, y es una metamagnitud termodinámica. La magnitud real mide la variación de la entropía. En el Sistema Internacional es el J/K (o Clausius) definido como la variación de entropía que experimenta un sistema cuando absorbe el calor de 1 de julio (unidad) a la temperatura de 1 Kelvin.

- Entalpía: Palabra acuñada en 1850 por el físico alemán Clausius. La entalpía es una metamagnitud de termodinámica simbolizada con la letra H. Su variación se mide, dentro del Sistema Internacional de Unidades, en julio. Establece la cantidad de energía procesada por un sistema y su medio en un instante A de tiempo y lo compara con el instante B, relativo al mismo sistema.

- Neguentropía: Se puede definir como la tendencia natural que se establece para los excedentes de energía de un sistema, de los cuales no usa. Es una metamagnitud, de la que su variación se mide en la misma magnitud que las anteriores.

Aplicando la teoría de sistemas a la entropía, obtenemos lo siguiente: Cuanta mayor superficie se deba de tomar en cuenta para la transmisión de la información, esta se corromperá de forma proporcional al cuadrado de la distancia a cubrir. Dicha corrupción tiene una manifestación evidente, en forma de calor, de enfermedad, de resistencia, de agotamiento extremo o de estrés laboral. Esto supone una reorganización constante del sistema, el cual dejará de cumplir con su función en el momento que le falte información. Ante la ausencia de información, el sistema cesará su actividad y se transformará en otro sistema con un grado mayor de orden. Dicho fenómeno está gobernado por el principio de Libertad Asintótica.

### Proceso de estudio
- Proceso 1: Se registra lo directamente observado, se asocia un registro de causa y efecto (solo se observa la causa pero se desconoce el efecto) se las encasilla como propiedades diferenciales. Estas propiedades nacen de la necesidad de dar explicación al porqué lo observado no corresponde con lo esperado. De esto nacen las propiedades emergentes.

- Proceso 2: Se establecen ciertos métodos que, aplicados, rompen dicha simetría obteniendo resultados físicos medibles en laboratorio. Los que no se corroboran, se abandonan y se especulan otras posibilidades.

Resumen general:
- La entropía está relacionada con la tendencia natural de los objetos al caer en un estado de neutralidad expresiva. Los sistemas tienden a buscar su estado más probable, en el mundo de la física el estado más probable de esos sistemas es simétrico, y el mayor exponente de simetría es la inexpresión de propiedades. A nuestro nivel de realidad, esto se traduce en desorden y desorganización. En otras palabras: Ante un medio caótico, la relación tensorial de todas las fuerzas tenderán a dar un resultado nulo, ofreciendo un margen de expresión tan reducido que, por sí solo es inservible y despreciable.

- La dinámica de estos sistemas es la de transformar y transferir la energía, siendo la energía no aprovechable la que se transforma en una alteración interna del sistema. En la medida que va disminuyendo la capacidad de transferencia, va aumentando la entropía interna del sistema.

- Propiedad 1: Proceso mediante el cual un sistema tiende a adoptar la tendencia más económica dentro de su esquema de transacción de cargas.

- La dinámica del sistema tiende a disipar su esquema de transacción de cargas, debido a que dicho esquema también está sometido a la propiedad 1, convirtiéndolo en un subsistema.

- Lo realmente importante, no es lo despreciable del resultado, sino que surjan otros sistemas tan o más caóticos, de los cuales, los valores despreciables que resultan de la no cancelación absoluta de sus tensores sistemáticos, puedan ser sumados a los del sistema vecino, obteniendo así un resultado exponencial. Por lo que se asocian los niveles de estabilidad a un rango de caos con un resultado relativamente predecible, sin tener que estar observando la incertidumbre que causa la dinámica interna del propio sistema.

- En sistemas relativamente sencillos, el estudio de los tensores que gobiernan la dinámica interna, ha permitido replicarlos para su utilización por el hombre. A medida que se ha avanzado en el estudio interior de los sistemas, se ha logrado ir replicando sistemas cada vez más complejos.

Aunque la entropía expresa sus propiedades de forma evidente en sistemas cerrados y aislados, también se evidencian, aunque de forma más discreta, a sistemas abiertos; estos últimos tienen la capacidad de prolongar la expresión de sus propiedades a partir de la importación y exportación de cargas desde y hacia el ambiente, con este proceso generan neguentropía (entropía negativa), y la variación que existe dentro del sistema en el instante A de tiempo con la existente en el B.

### Neguentropía
La construcción de modelos desde la cosmovisión de la teoría general de los sistemas permite la observación de los fenómenos de un todo, a la vez que se analiza cada una de sus partes sin descuidar la interrelación entre ellas y su impacto sobre el fenómeno general entendiendo al fenómeno como el sistema, a sus partes integrantes como subsistemas y al fenómeno general como suprasistema.[cita requerida]